# Akihiko Nakaya
Akihiko Nakaya (jap. 中谷明彦 Nakaya Akihiko; ur. 3 listopada 1957 w Tokio) – japoński kierowca wyścigowy.

## Kariera
Nakaya rozpoczął karierę w międzynarodowych wyścigach samochodowych w 1986 roku od startów w Australian Endurance Championship, Japanese Touring Car Championship oraz w Japońskiej Formule 3. W japońskiej serii samochodów turystycznych dorobek 75 punktów dał mu trzecie miejsce w klasyfikacji generalnej. W późniejszych latach Japończyk pojawiał się także w stawce World Touring Car Championship, Japanese Touring Car Championship, Grand Prix Makau, Asia-Pacific Touring Car Championship, Tooheys 1000, World Sports-Prototype Championship, Japońskiej Formuły 3000, F3000 International Speed Cup, Global GT Championship, FIA GT Championship, 24-godzinnego wyścigu Le Mans, Super GT, All-Japan GT Championship oraz 24h Nürburgring.
Nakaya był łączony z posadą kierowcy ekipy Brabham w Formule 1 w sezonie 1992, jednak nie przyznano mu licencji.